# Tatort: Der hundertste Affe
Der hundertste Affe ist ein Fernsehfilm aus der Krimireihe Tatort. Der vom Radio Bremen produzierte Beitrag wurde am 16. Mai 2016 im Ersten ausgestrahlt. In dieser 987. Tatort-Folge ermitteln die Bremer Kommissare Lürsen und Stedefreund ihren 33. Fall.

## Handlung
Die Umweltaktivistin Luisa Christensen droht, einen Anschlag in Bremen durchzuführen, wenn nicht der Biochemiker Dr. Urs Render in spätestens 13 Stunden auf freien Fuß gesetzt wird. Der sitzt in Untersuchungshaft, nachdem er sein Labor bei der SAX AG angezündet hat und ein Kollege dabei ums Leben kam. Er schweigt aber eisern. Befördert wird die Drohung durch rot gefärbtes Wasser aus einer Dusche im Stadionbad, bei der eine ältere Dame durch Herzschlag ums Leben kommt. Die Ermittler stellen fest, dass es sich nur um Lebensmittelfarbe gehandelt hatte. Unterdessen wird der Krisenstab eingerichtet. Als Hinweise darauf gefunden werden, dass die Erpresser Pestizide ins Trinkwasser einleiten wollen, werden Vorbereitungen für diesen Fall getroffen. Die Erpresser haben die Kamera an dem PC einer für den Krisenstab arbeitenden Polizeibeamtin gehackt und sind dadurch über dessen Maßnahmen recht gut unterrichtet.
Dem Krisenstab werden Filmaufnahmen aus Mali zugespielt, wo es 57 Tote gab und die Umweltaktivisten um Tom Vegener und Luisa Christensen überzeugt sind, dass die Ursache Pestizide der SAX AG sind. Tom Vegener kommt vor Ort um. Nachdem ein Ultimatum verstreicht, machen die Erpresser Ernst und leiten, technisch geschickt, Pestizide ins Trinkwasser ein. Die Wasserversorgung wird zentral unterbrochen. Trotzdem gibt es 17 Tote. Lürsen und Stedefreund begeben sich ohne MEK ins Apartment, aus dem der Anruf zum Ultimatum umgeleitet wurde. Sie fahren beide mit dem Aufzug in den 7. Stock, während die Erpresser das Treppenhaus nehmen.
Lürsen ist am Boden zerstört angesichts der Toten und der Ermittlungen in die falsche Richtung. Dann werden Insider-Informationen durch einen Blogger ins Netz gestellt, und der Pöbel macht Jagd auf den malischen Maschinenbau-Studenten Dabo Fofana. In Panik ruft er die Umweltaktivistin Luisa Christensen an, die ihn allerdings wegdrückt. Lürsen und Stedefreund können ihn beschützen und geben an den Krisenstab weiter, dass er für das THW gearbeitet hat. Wild entschlossen eilt Luisa Christensen zu den vorbereiteten Fässern mit Pflanzenschutzmittel, macht ein Foto und fordert die Übergabe von Dr. Render. Endlich bemerkt eine BKA-Beamtin die aktivierte Kamera am PC der Kollegin und dreht den Spieß um, indem sie Daten und Videos der Erpresser an sich bringt. Der Student Fofana gibt unter Druck den Einsatzort der restlichen Pflanzenschutzmittel bekannt: die Breminale. Es stellt sich heraus, dass Luisa Christensen die Tochter des inhaftierten Render ist. Sie trifft sich mit Stedefreund und geht zu ihrem Vater in den Verhörraum. Die Kommissare verfolgen deren Entzweiung und nehmen die verbohrte Christensen fest, die immer noch den Trumpf des vorbereiteten Anschlags – während der Pressekonferenz ihres reumütigen Vaters – in Händen hält. Der beherzte Einsatz der Ermittler macht dem Spuk ein Ende. Christensen wird erschossen. Ihr Vater sagt aus, dass sein Team einst einen Durchbruch erzielt hatte, um den Ertrag von Pflanzen zu steigern und ohne Dünger und Pestizide auszukommen, die SAX AG diese Forschung dann aber eingestellt hatte, um weiterhin Pestizide und transgenes Saatgut verkaufen zu können. Dies interessiert die Presse aber bereits nicht mehr. Später sieht man Render tot in seiner Zelle.

## Hintergrund
Der Film wurde vom 16. Juni 2015 bis 17. Juli 2015 in Bremen gedreht. Der Titel bezieht sich auf den modernen Mythos vom hundertsten Affen. Render hatte seiner Tochter die Geschichte erzählt, als sie noch ein Kind war. Sie hatte sie geglaubt und später selbst zur Bekräftigung ihrer idealistischen Ziele weitergegeben.
Es handelt sich um die erste Tatort-Rolle für Friederike Becht und den ersten Bremen-Tatort mit Luise Wolfram, die später eine feste Rolle im Bremen-Tatort bekam.

## Rezeption

### Kritiken
„Baxmeyer inszeniert das Katastrophenszenario zwar mit kunstvoll entfesselten Kamerafahrten, und Jeltsch hat den hastig einberufenen Krisenstab als wunderbares Panoptikum gefühlsvereister Profis angelegt. Es fehlt aber eine verbindliche Dramaturgie: Das mögliche Massensterben in der Stadt lässt einen seltsam unberührt, und der Antrieb der Ökoterroristen ist letztendlich nur ein ungelöster Vater-Tochter-Konflikt.“

„Tolle Schauspieler, grandiose Bilder […], aber die Geschichte ist kompliziert, mit Tendenz zur Unübersichtlichkeit. […] Es ist allerdings eine Qualität, wenn eine Geschichte so rasant erzählt ist, dass auch derjenige irgendwie dranbleibt, der die Geschichte nicht versteht. Dieser Tatort ist in dem Sinne mitreißend, dass man als Zuschauer, wie im Abstiegskampf, irgendwann erschöpft ist und darauf hofft, alles möge bitte bald zu Ende sein – und gut ausgehen. Besonders für das kleine, stolze, sehr tapfere Bremen.“

### Einschaltquote
Die Erstausstrahlung von Der hundertste Affe am 16. Mai 2016 wurde in Deutschland von 7,85 Millionen Zuschauern gesehen und erreichte einen Marktanteil von 22,5 % für Das Erste.